# ヨハン・アブラハム・ペーター・シュルツ
ヨハン・アブラハム・ペーター・シュルツ（Johann Abraham Peter Schulz, 1747年3月31日 リューネブルク - 1800年6月10日 シュヴェート）は、ドイツの作曲家。今日では、マティアス・クラウディウスの詩「月は昇った」（Der Mond ist aufgegangen）への曲付けや、クリスマス・キャロル「子供たち、おいで」（Ihr Kinderlein kommet）、「今年もまた」（Alle Jahre wieder）の作曲者として特に知られている。

## 生涯
シュルツは1757年から1759年までミヒャエリス学校、1759年から1764年まではヨハンネウム・リューネブルクに通った。1765年、彼はベルリンの作曲家ヨハン・フィリップ・キルンベルガーの門弟となった。彼は1776年から1780年までベルリンのフランス劇場で指揮者を務め、1780年から1787年まではラインスベルクにおいてハインリヒ王子付きのカペルマイスターを務めた。シュルツはその後コペンハーゲンへ移り、1787年から1795年まで宮廷カペルマイスターを務めた後ベルリンへと戻った。
シュルツはオペラ作品、劇音楽、オラトリオ、カンタータ、およびピアノ小品や民俗音楽などを作曲した。さらに、彼はヨハン・ゲオルク・スルツァーの著書『美しい芸術の一般理論』（Allgemeinen Theorie der schönen Künste）において、4巻分におよぶ音楽理論の記事を執筆している。

## 主な作品

### ピアノ曲
- 6つのピアノ小品 作品1 Sechs Klavierstücke op. 1 （1778年）
- ソナタ 作品2 Sonata op. 2 （1778年）

### 歌曲
- フォルクストンの唱歌 Gesänge im Volkston （1779年）
- フォルクストンの歌 Lieder im Volkston （1782年、1785年、1790年）

### オペラ
- クラリッサ Clarissa （オペレッタ、ベルリン 1775年）
- 妖精ウルジェール La fée Urgèle（オペラ・コミック、1782年）
- アリーヌ、ゴルコンドの女王 Aline, reine de Golconde （ラインスベルク 1787年）
- 収穫祭 Høstgildet （ジングシュピール、コペンハーゲン 1790年）
- Indtoget （ジングシュピール、コペンハーゲン 1793年）
- ペーターの婚礼 Peters bryllup （ジングシュピール、コペンハーゲン 1793年）

### 劇付随音楽
- ジャン・ラシーヌの「アタリー」 Athalie のための音楽 （ラインスベルク 1785年）

### 教会音楽
- マリアとヨハネ Maria und Johannes （1788年）
- Kristi død （1792年）
- Des Erlösers letzte Stunde （1794年）
- 4つの賛美歌 4 Hymns （1791年 - 1794年）